# Clytus larvatus
Clytus larvatus là một loài bọ cánh cứng trong họ Cerambycidae.